# Roca
Roca Group (по-русски произносится Рока груп) — испанская группа компаний, производитель строительных материалов. Штаб-квартира — в Барселоне. Основана в 1917 году в Барселоне братьями Рока; первоначально выпускала чугунные радиаторы.

## Собственники и руководство
Roca Group — семейное предприятие.

## Деятельность
Roca Group имеет представительства в 170 странах и располагает 85 заводами, на которых занято более 24 тыс. сотрудников. Компания выпускает полный спектр товаров для ванной комнаты (ванны, санитарную керамику, душевые поддоны, смесители, аксессуары и мебель), а также керамическую плитку.
В июне 2009 года Roca построили здание Roca Barcelona Gallery, которое спроектировало студия Carlos Ferrater OAB. Пространство задумывалось для культурных мероприятий и выставок, связанных с дизайном, архитектурой элементов, связанных с организацией ванной комнаты от Roca.
Выручка компании в 2006 году составила 1,634 млрд евро, а чистая прибыль — 131,4 млн евро.

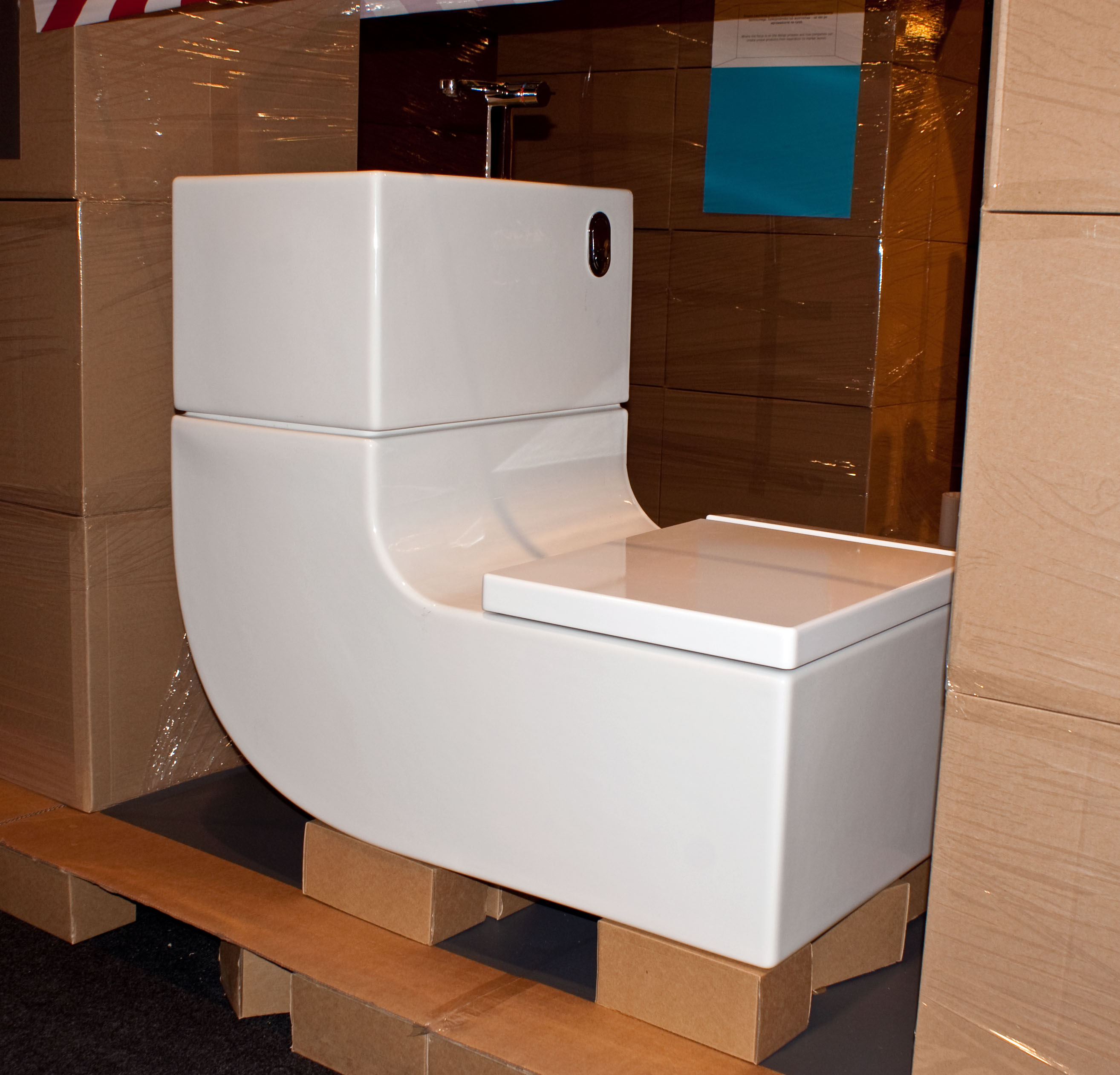
Продукт W+W — совмещённые раковина и унитаз от Roca

### Roca в России
В России компания работает с 2004 года; её интересы на российском рынке представляет ООО «Рока Рус» — дочернее предприятие Roca Group.
7 сентября 2006 года компания открыла в городе Тосно (Ленинградская область) завод по производству санитарной керамики мощностью 600 000 изделий в год. Инвестиции в строительство завода составили 40 млн евро. В начале сентября 2007 года стало известно о покупке Roca Group у группы «Савва» компании ООО «Керамика», владеющей двумя фабриками по производству санитарной керамики в Поволжье — Чебоксарах и Новочебоксарске. В итоге, по мнению экспертов, Roca стала крупнейшим производителем на этом рынке в России.
В апреле 2010 года в состав Roca Group вошёл также завод сантехнического фаянса ЗАО «УграКерам», выпускающий сантехнику под торговой маркой Santeri в посёлке Воротынске (Калужская область). В апреле 2011 года Roca Group приобрела крупнейшего российского производителя мебели для ванных комнат — компанию «Акватон», производство которой расположено в посёлке Давыдово Орехово-Зуевского района Московской области. По оценкам участников рынка, доля продукции «Акватон» составляет около 15 % от всей мебели для ванных комнат, продающейся в России. 7 июня 2011 года состоялось открытие завода по производству акриловых ванн под торговыми марками Jika и Santek в городе Новочебоксарске (Чувашская Республика).